# Juste un instant
Singles de M. Pokora
En attendant la fin
(2012) On est là
(2012)
Pistes de À la poursuite du bonheur
Cours
Juste un instant est le premier single extrait de l'album À la poursuite du bonheur qui est sorti en mars 2012 par le chanteur français M. Pokora. 

## Clip vidéo
Le clip est sorti le 30 janvier 2012. Il a été tourné à Los Angeles et à Santa Monica, en Californie.

### Accueil critique
Séverine Pierron de GQ France remarque que le clip est similaires à celui de la chanson I'm Lovin' It de Justin Timberlake. Pierron explique que « dans le clip, Justin (Timberlake) se balade dans les rues de New York et soudain, il croise une belle liane brune, qu’il s’empresse de suivre, tentant de la séduire. Elle s’engouffre dans un taxi… ils se retrouvent sur le toit d’un immeuble. La fille est conquise » et qu'en 2012 « le clip de son titre Juste un instant. Le pitch ? Un Matt se balade dans les rues de Los Angeles et soudain, il croise une belle liane brune, qu’il s’empresse de suivre, tentant de la séduire. Elle s’engouffre dans un taxi… ils se retrouvent sur la plage de Santa Monica. La fille est conquise ». Pierron relève la présence du placement de produit pour les lunettes des opticiens Atol.

## Classement par pays
| Classement (2011-2012)                  | Meilleure position |
| --------------------------------------- | ------------------ |
| Belgique (Wallonie Ultratop 50 Singles) | 6                  |
| France (SNEP)                           | 18                 |
| Suisse (Schweizer Hitparade)            | 57                 |